# BBC蘇格蘭
BBC蘇格蘭（英語：BBC Scotland），是英國廣播公司（BBC）在蘇格蘭的分支機構，總部位於格拉斯哥的BBC太平洋碼頭，提供廣播和電視服務。BBC蘇格蘭僱傭有大約1,250名員工，並且製作15,000小時的節目在蘇格蘭和英國其他地區播出。BBC蘇格蘭的主要競爭對手是蘇格蘭電視台，蘇格蘭電視台是獨立電視網在蘇格蘭的播出機構。